# Johanna Moreira
Johanna Nicole Moreira Córdova es una política y abogada ecuatoriana. Actualmente ocupa el cargo de Cuarta vocal del Consejo de Administración Legislativa y es integrante de la Comisión Permanente de Justicia y Estructura del Estado desde el 15 de mayo de 2021. Inició su carrera política en las Elecciones Generales 2021-2025. 

## Biografía
Nació en la ciudad de Machala, provincia de El Oro el 12 de junio de 1995. Es la menor de tres hermanos, hija de Mónica del Carmen Córdova Díaz y Walter Antonio Moreira Burgos, quien fue militante del partido Izquierda Democrática en la provincia de El Oro. Su pasión en la infancia fue la oratoria, su primaria la realizó en la Unidad Educativa Julio María Matovelle de la parroquia Puerto Bolívar, inició sus estudios secundarios  en el Colegio Militar "Héroes del 41".
Continuó con su participación social consolidándose como miembro del Consejo Estudiantil de la Unidad Educativa La Inmaculada donde culminó la secundaria. Ingresó a la Universidad Técnica de Machala y se incorporó como Abogada de los Tribunales y Juzgados del Ecuador en el año 2019. Perteneció al Estudio Jurídico Alfaro en la ciudad de Machala y fue asistente en el Consorcio Dadoco. Actualmente es candidata a PHD en la Universidad Mar del Plata en Argentina.

## Trayectoria

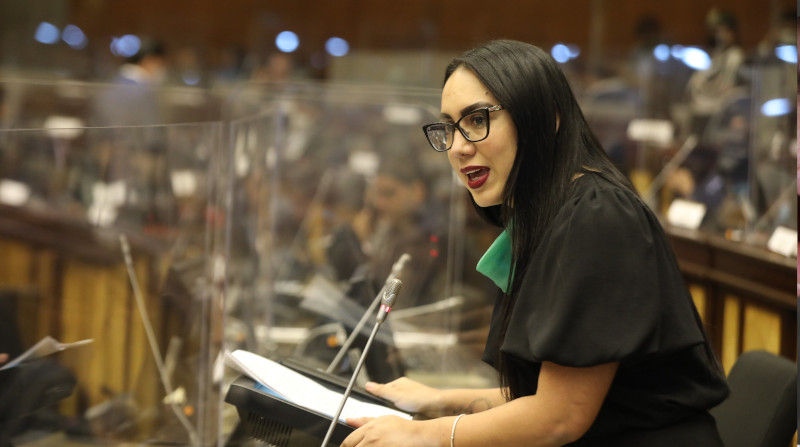

Su primera incursión en la palestra política fue en las Elecciones Generales 2020-2021, elecciones que enfrentó una pandemia a nivel mundial, participó como primera candidata a Asambleístas Provinciales en el territorio Orense en el partido político Izquierda Democrática; consolidándose el 7 de febrero de 2021 como Asambleísta por la Provincia de El Oro. El día 15 de mayo en el pleno de la Asamblea Nacional mediante votación se la eligió con 70 votos afirmativos y 53 abstenciones como cuarta vocal del Consejo de Administración Legislativa.
El 20 de abril de 2022, fue expulsada del partido Izquierda Democrática, mediante comunicado de la presidencia del partido, decisión que se tomó luego de un reclamo por parte de la asambleísta Yeseña Guamaní. Junto a uno de sus compañeros de bancada fueron acusados de actuar en contra de los principios y reglamentos de la ID debido a las diferencias en temas como la ley de aborto por violación, la creación de la comisión multipartidista para evaluar a la asambleísta Guadalupe Llori y la ley tributaria.

### Lucha contra la corrupción en la Asamblea Nacional
Junto a los asambleístas del partido ID, presentó una denuncia en contra de su compañera de bancada por caso de corrupción y gestión de cargos públicos, la cual por mayoría absoluta se destituyó en el pleno de la Asamblea con 131 votos afirmativos. También interpeló a un excompañero de su bancada Eckenner Recalde Álava vinculado en caso de corrupción y cobros indebidos de diezmos.

### Fiscalización
Desde que inició su periodo se enfocó en trabajos de fiscalización como:
- Mancomunidad la Esperanza[9]
- Universidad Técnica de Machala[10]
- Gobierno Autónomo Descentralizado del Cantón Machala[11]

### Proyecto de Leyes Presentados
Proyecto de Ley Orgánica de Salud e Higiene Menstrual
El proyecto de ley propone la gratuidad de productos para la higiene menstrual, uno de sus artículos estipula que dichos insumos se deberán distribuir de forma gratuita y permanente en universidades públicas, subcentros de salud y cárceles.
Proyecto de Ley Aborto por violación
Con 75 votos a favor el jueves 17 de febrero la Asamblea Nacional hizo historia en aprobar el Proyecto de Ley Orgánica para la interrupción voluntaria del embarazo en caso de violación, siendo la ponente del proyecto presentado por la comisión Permanente de Justica y estructura del estado.
Proyecto de Ley Orgánica para regular la relación laboral de las y los trabajadores con empresas de plataformas digitales
Propone garantizar la seguridad social y derechos de los trabajadores que pertenecen a plataformas informales.
Proyecto de Ley de Interceptación de Aeronaves y Defensa del espacio aéreo nacional
El objetivo de este proyecto es contar con una normativa para que los organismos de seguridad y defensa del Estado Ecuatoriano puedan interceptar a aeronaves ilegales y hostiles y combatir a las narcoavionetas.
Proyecto de Ley Orgánica para la especialización de la justicia, Reformatoria al Código Orgánico de la Función Judicial
Pretende cumplir los establecido en el artículo 170 de la Constitución de la República "el ascenso y la promoción en la carrera administrativa se realizarán mediante concurso de méritos y oposición...” con el fin de contar con profesionales en la Fiscalía y la Defensoría Pública para que en igualdad de condiciones entre abogados y servidores ya con categorías 1,2, y 3 puedan a través de un concurso de méritos y oposición, participar y quién obtenga las mejores calificaciones acceder al puesto jerárquicamente superior. También el proyecto propone la especialización de juezas y jueces con la creación de salas especializadas de Justicia Constitucional y Garantías penitenciarias; además se reforma el Código con el fin de que se cumpla el principio de publicidad en el contexto de las audiencias telemáticas.